# 肩関節唇

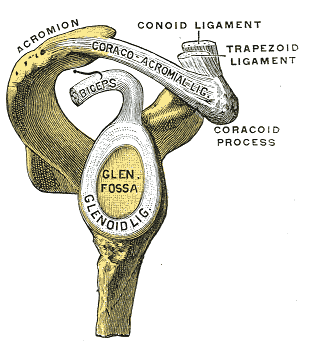
GLENOID LIG = 肩関節唇

肩関節唇（かたかんせつしん、英語: Glenoid labrum）は、肩甲骨の肩関節窩の縁に付着する構造物である。肩関節をボールとソケットに例えると、ソケット（肩甲骨の関節窩）は非常に浅く小さいもので、ボール（上腕骨頭）のせいぜい3分の1しか覆っていない。関節窩の周囲にある肩関節唇によってソケットが深くなり、肩関節を安定させている。肩関節唇はちょうどワッシャーおよびシールのような役割を果たしている。
このような構造のため、肩関節は人体で最も広い可動域を持つ関節である半面、脱臼しやすい関節でもある。脱臼を生じると関節を支持している組織が損傷し、不安定さが増すため再脱臼という悪循環を生じやすい。
関節唇の組織学的構成については、線維組織であるという説と軟骨構造であるとする説がある。あるいは、関節唇は高密度の線維組織からなり、関節窩表面と関節唇の間に狭い線維軟骨領域があるとする報告もある。
関節唇基部は窩の周囲に固定されている。上方で上腕二頭筋長頭腱とつながっており、腱は2本の筋膜を出し関節唇の線維組織と一体となっている。肩関節唇の厚さは4mm程度で、断面形態は三角形と円形が多いが、鋸歯状、扁平などの異型や、関節唇を欠く場合もある。関節窩そのものの形態は、約50%が洋ナシ形、約30%が卵形、約20%がコンマ形と報告されている。

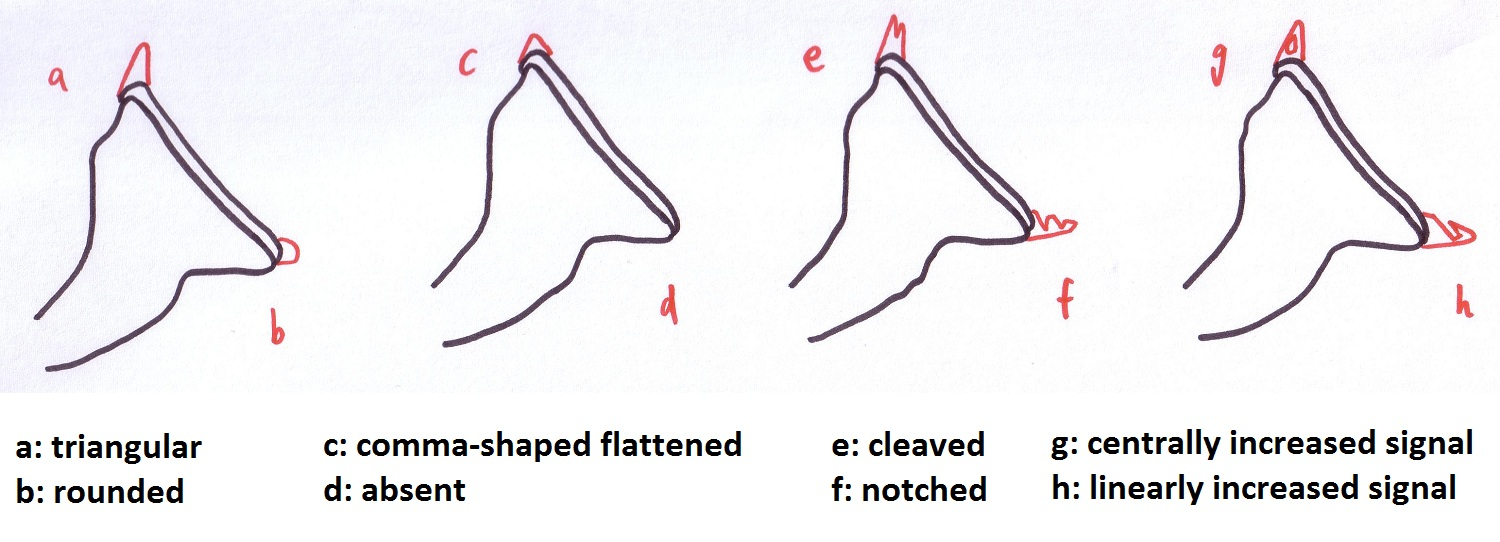
肩関節唇の断面形態のバリエーション

## 損傷

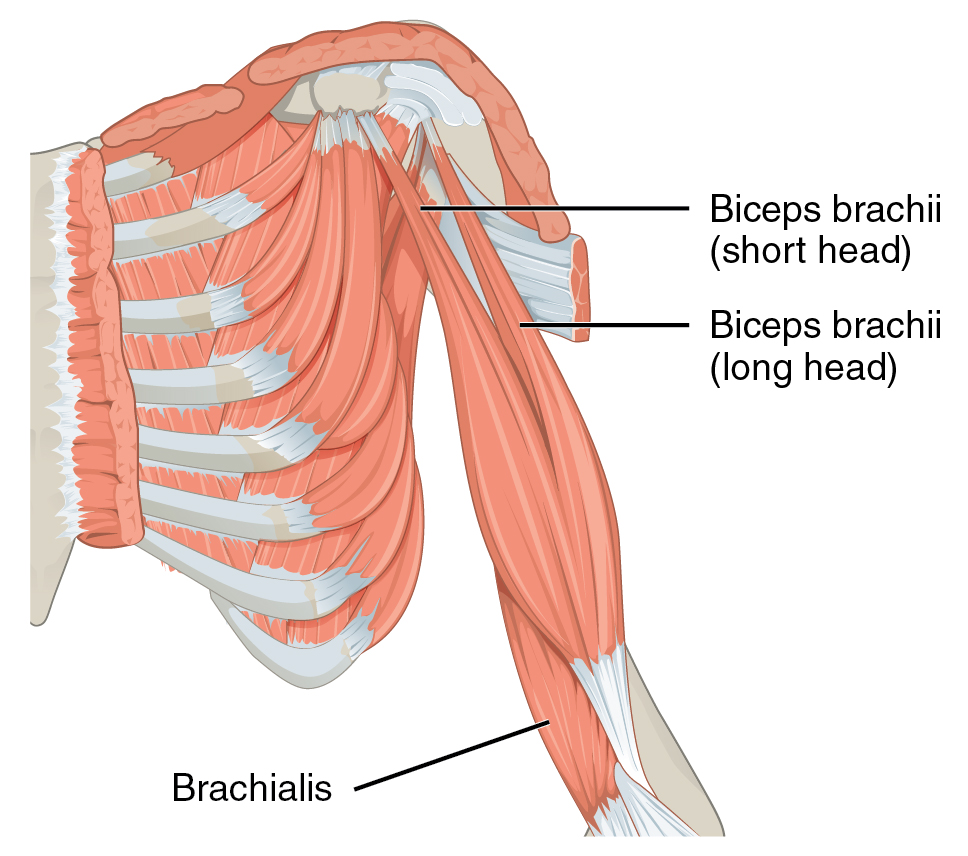
Biceps brachii (long head) = 上腕二頭筋長頭腱

### 原因
関節唇の損傷は、肩の脱臼、肩への直接打撃、事故などの急性外傷や、水泳、野球などのスポーツで肩を繰り返し動かすことで生じる。特に野球での投球、バレーボールでのスパイク、テニスでのサーブやスマッシュといった、手を頭上へ上げる動作を繰り返すことで発症することが多い。重量挙げのように上腕二頭筋に強い負荷がかかる競技やアメリカンフットボール、ラグビーなどのタックルや転倒によって強い牽引力が加わっても生じる。

### 分類
損傷部位によって上側と下側に分類される。上方の損傷はSLAP損傷（Superior Labrum, Anterior to Posterior）と呼ばれ、関節唇と上腕二頭筋長頭腱が接する部分で生じる。肩関節唇の損傷として最も頻度が高い。
前下方の損傷はバンカート損傷と呼ばれる。これに骨膜や周囲組織の剥離などが加わって不安定さが増した状態をALPSA損傷と呼ぶ。
後下方の損傷としてベネット損傷などがある。

### 症状
肩の痛み、不安定感が主症状で、他に肩を動かすときの圧迫感、引っかかり感などがある。

### 診断方法
結節間溝部の圧痛の有無のほか、以下の徒手的検査を組み合わせることによって関節唇損傷が生じたかどうかを判断することができる。上腕二頭筋長頭腱を含む場合、抵抗に逆らって肘を屈曲させると痛みや脱力を感じることがある。
- 前方不安感テスト（90度外転位最大外旋テスト）[21][22]：肩関節を90度外転位で外旋を強制しながら、上腕骨頭の後方に検者の母指をあて骨頭を前方に押し出す。その際に脱臼不安感があれば陽性とする。

- ジョーブ・リロケーションテスト[23][24]：上記90度外転位最大外旋テストにおいて、脱臼不安感が生じたポイントを記録しておく。腕をニュートラルポジションに戻し、上腕骨頭を後方から圧迫しながら同じ動作を行う。圧迫があったほうが、不安を生じない範囲が広い（可動域が広い）場合を陽性とする。

- オブライエン法[25][26]：肘を完全に伸ばした状態で腕を前方に水平まで持ち上げ、矢状面に対して10-15度内側へ偏位（内転）させる。その後、腕を最大に回内させ、検者が腕に下向きの力を加えてそれに抵抗させる（a）。次に手のひらを上に向けるように前腕を回外させる（b）。肩の奥の痛みが（a）で生じ（b）で改善する場合を陽性とする。

- クランク法[26]：肩甲骨面で外転し、肘を90度屈曲させて検者が上腕骨頭を肩甲骨関節面におしつけ、内外旋を行う。クリックを生じるか痛みが再現された場合を陽性とする。
- スピードテスト[27]：肘関節を伸ばして手のひらを上に向けた状態で腕全体を前方に60度まで挙上させる。検者が腕に下向きの抵抗を加え、肩関節前方（二頭筋溝）に痛みが誘発される場合を陽性とする。
- ヤーガソンテスト[22]：肘関節90度屈曲位で検者の力に抵抗して前腕を回外しようとすると結節間溝部に疼痛が生じる場合に陽性とする。

これらに加え、MRI（磁気共鳴画像）やCT（コンピュータ断層撮影）検査により診断が可能な場合もある。超音波検査の有用性も指摘されている。診断が困難で、肩関節内視鏡検査で初めて診断される場合もある。

### 治療法
損傷の程度にもよるが、安静と理学療法で治る場合がある。
SLAP損傷の治療は、通常、安静と抗炎症薬で行われる。その後、徐々に理学療法士とともに肩のストレッチからリハビリテーションを開始する。理学療法を行っても悪化したり改善しない場合は手術が必要になることがある。
頭上動作を伴う運動選手ののSLAP病変の多くは、関節唇を関節窩に戻す外科的治療が必要となる。